# 彭超
彭超（1896年—1915年5月24日），字文超，湖南省湘乡县人，湖南甲种农业学校学生，为反对“二十一条”而投江自杀。

## 生平
彭超生于清朝光绪二十二年（1896年）。少年时，彭超抱有实业救国的理想，认为“国家贫弱，由于实业不发达”。1914年秋，彭超入长沙湖南甲种农业学校学习。1915年，日本向中国提出“二十一条”，彭超希望中国政府能够募兵抗日，但中国政府并未如其所愿行动。1915年5月7日，日本向中国的北京政府发出最后通牒，北京政府接受。彭超闻讯后哭道：“国亡矣，可若何！”此时，长沙学界发起成立了国耻会，彭超当即切断手指写下血书： “立志不愿看到国破家亡。”此后，他写成五份遗书，分别致老师、同学、家人。每份遗书末尾均以“之乎也者矣焉哉”结束，遗书内容有“余将何之？岂舍生而沽名乎？国之危也，痛无屈原其行者！不自惜矣，四顾无人焉，于是抱石沉湘水以死哉！”在遗书中，他让亲友注意：⑴ 勿购买日货；⑵ 勿忘5月7日的国耻；⑶ 宣传民主共和，反对君主专制；⑷ 劝人多练习体操，以便养成“军人国民资格”，保卫国家。他还写道，“平生立志不为亡国民”，与其“坐视以待国亡，不如舍生以报国恨，不忍生为亡国民，宁愿死为亡国鬼。”他还让“诸位先生千万不可以我为榜样”，劝世人不要学习他投江的行为。
1915年5月24日傍晚，彭超怀抱石块投湘江自杀。5月25日，长沙市民在湘春门外的湘江岸边打捞出其尸体，湖南省教育会随之为其举行追悼会，来吊唁者上万人。人们还集资在其投江自沉处立下了雪禅撰写的《书彭君文超抱石自沉处碑》。